# Boxeuropameisterschaften 1996
Die 31. Herren-Boxeuropameisterschaften der Amateure 1996 wurden vom 30. März bis zum 7. April 1996 in der dänischen Stadt Vejle ausgetragen. Dabei wurden 48 Medaillen in zwölf Gewichtsklassen vergeben. Es nahmen 304 Sportler aus 35 Staaten teil.

## Ergebnisse
| Klasse                          | Gold                      | Silber                          | Bronze                                                 |
| Halbfliegengewicht (bis 48 kg)  | Daniel Petrow Bulgarien   | Oleh Kyrjuchin Ukraine          | Sabin Bornei Rumänien Rafael Lozano Spanien            |
| Fliegengewicht (bis 51 kg)      | Albert Pakejew Russland   | Julijan Strogow Bulgarien       | Damaen Kelly Irland Serhij Kowhanko Ukraine            |
| Bantamgewicht (bis 54 kg)       | István Kovács Ungarn      | Raimkul Malachbekow Russland    | Aleksandar Christow Bulgarien John Larbi Schweden      |
| Federgewicht (bis 57 kg)        | Ramaz Paliani Russland    | Serafim Todorow Bulgarien       | Scott Harrison Schottland David Burke England          |
| Leichtgewicht (bis 60 kg)       | Leonard Doroftei Rumänien | Tontscho Tontschew Bulgarien    | Vahdettin İşsever Türkei Christian Giantomassi Italien |
| Halbweltergewicht (bis 63,5 kg) | Oktay Urkal Deutschland   | Nurhan Süleymanoğlu Türkei      | Radoslaw Suslekow Bulgarien Sjarhej Bykouski Belarus   |
| Weltergewicht (bis 67 kg)       | Hasan Al Dänemark         | Marian Simion Rumänien          | Serhij Dsynsyruk Ukraine Oleg Saitow Russland          |
| Halbmittelgewicht (bis 71 kg)   | Francisc Vaștag Rumänien  | Markus Beyer Deutschland        | Pavel Polakovič Tschechien György Mizsei Ungarn        |
| Mittelgewicht (bis 75 kg)       | Sven Ottke Deutschland    | Zsolt Erdei Ungarn              | Jean-Paul Mendy Frankreich Alexander Lebsjak Russland  |
| Halbschwergewicht (bis 81 kg)   | Pietro Aurino Italien     | Jean-Louis Mandengue Frankreich | Dmitri Wybornow Russland Yusuf Öztürk Türkei           |
| Schwergewicht (bis 91 kg)       | Luan Krasniqi Deutschland | Christophe Mendy Frankreich     | Wojciech Bartnik Polen Kwamena Turkson Schweden        |
| Superschwergewicht (über 91 kg) | Alexei Lesin Russland     | Wladimir Klitschko Ukraine      | René Monse Deutschland Attila Levin Schweden           |